# Diplospora majumdarii
Diplospora majumdarii là một loài thực vật có hoa trong họ Thiến thảo. Loài này được M.G.Gangop. & Chakrab. mô tả khoa học đầu tiên năm 1989.